# Tired of Midnight Blue
«Tired of Midnight Blue» es una canción del músico británico George Harrison, publicada en el álbum de estudio Extra Texture (Read All About It). La canción fue compuesta tras una noche en un club con ejecutivos de Los Ángeles, un evento que Harrison encontró deprimente. La grabación incluyó a Leon Russell en el piano, y junto con el sencillo «You», fue una de las pocas canciones bien recibidas por la crítica musical y biógrafos.

## Personal
- George Harrison: voz, guitarra eléctrica, guitarra slide y coros.
- Leon Russell: piano
- Paul Stallworth: bajo
- Jim Keltner: batería, cencerro y palmas.